# Külsősárd
Külsősárd là một thị trấn thuộc hạt Zala, Hungary. Thị trấn này có diện tích 1,52 km², dân số năm 2010 là 82 người, mật độ 54 người/km².